# Bernardo di Chiaravalle
Bernard de Fontaine, in latino Bernardus Claravallensis, tradotto in Bernardo di Chiaravalle (Fontaine-lès-Dijon, 1090 o 1091 – Ville-sous-la-Ferté, 20 agosto 1153), è stato un monaco cristiano, abate e teologo francese dell'ordine cistercense, fondatore della celebre abbazia di Clairvaux, di cui fu abate, e di altri monasteri.

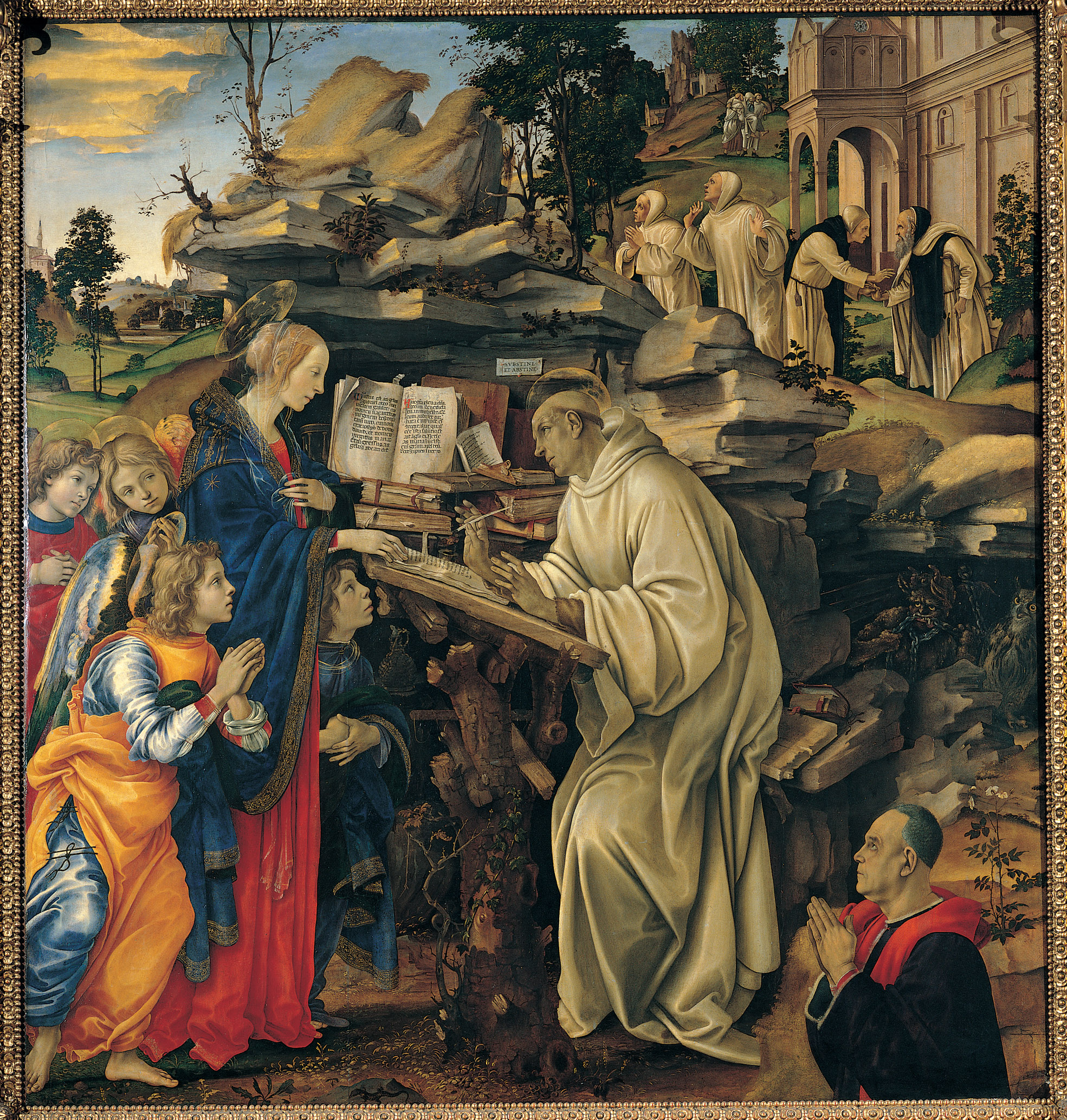
Filippino Lippi, Apparizione della Vergine a san Bernardo

Viene venerato come santo da Chiesa cattolica, Chiesa anglicana e Chiesa luterana. Canonizzato nel 1174 da papa Alessandro III nella cattedrale di Anagni, fu dichiarato dottore della Chiesa da papa Pio VIII nel 1830. Nel 1953 papa Pio XII gli dedicò l'enciclica Doctor Mellifluus.

## Biografia
Terzo di sette fratelli, nacque da Tescelino il Sauro, vassallo di Oddone I di Borgogna, e da Aletta, figlia di Bernardo di Montbard, anch'egli vassallo del duca di Borgogna. Studiò solo grammatica e retorica (non tutte le sette arti liberali, dunque) nella scuola dei canonici di Nôtre Dame di Saint-Vorles, presso Châtillon-sur-Seine, dove la famiglia aveva dei possedimenti.

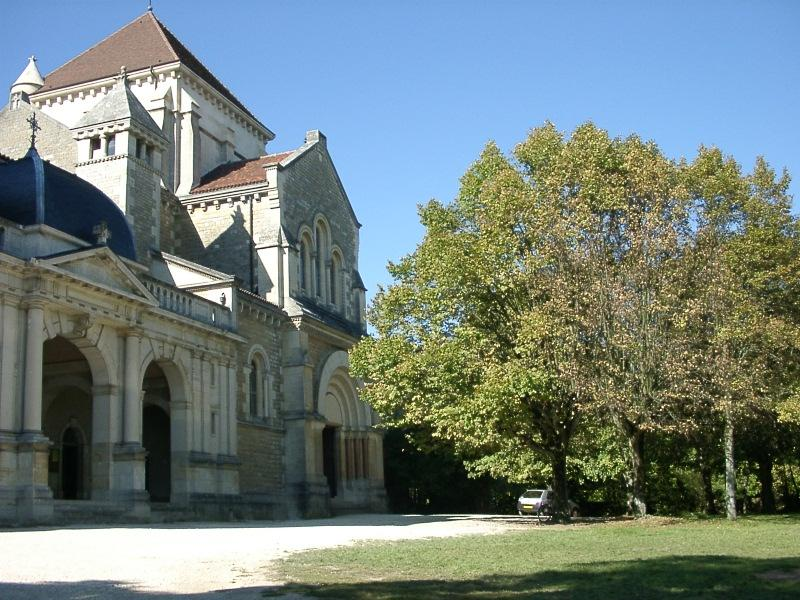
La casa natale di Bernardo di Chiaravalle

Ritornato nel castello paterno di Fontaines, nel 1111, insieme ai cinque fratelli e ad altri parenti e amici, si ritirò nella casa di Châtillon per condurvi una vita di ritiro e di preghiera finché, l'anno seguente, con una trentina di compagni si fece monaco nel monastero cistercense di Cîteaux, fondato quindici anni prima da Roberto di Molesme e allora retto da Stefano Harding.
Nel 1115, insieme a dodici compagni, tra i quali vi erano quattro fratelli, uno zio e un cugino, si trasferì nella regione della Champagne, nella Valle dell'assenzio, sulle rive del fiume Aube, nella diocesi di Langres, su un vasto terreno in una proprietà che un parente aveva donato ai monaci perché vi fosse costruito un nuovo monastero cistercense: essi rinominarono quella valle "Clairvaux" (Chiaravalle, 25 giugno 1115).
Ottenuta l'approvazione del vescovo Guglielmo di Champeaux e ricevute numerose donazioni, l'Abbazia di Clairvaux divenne in breve tempo un centro di richiamo oltre che di irradiazione: già dal 1118 monaci di Clairvaux partirono per fondare altrove nuovi monasteri, come a Trois-Fontaines, a Fontenay, a Foigny, ad Autun, a Laon.

### Rapporti con gli altri religiosi

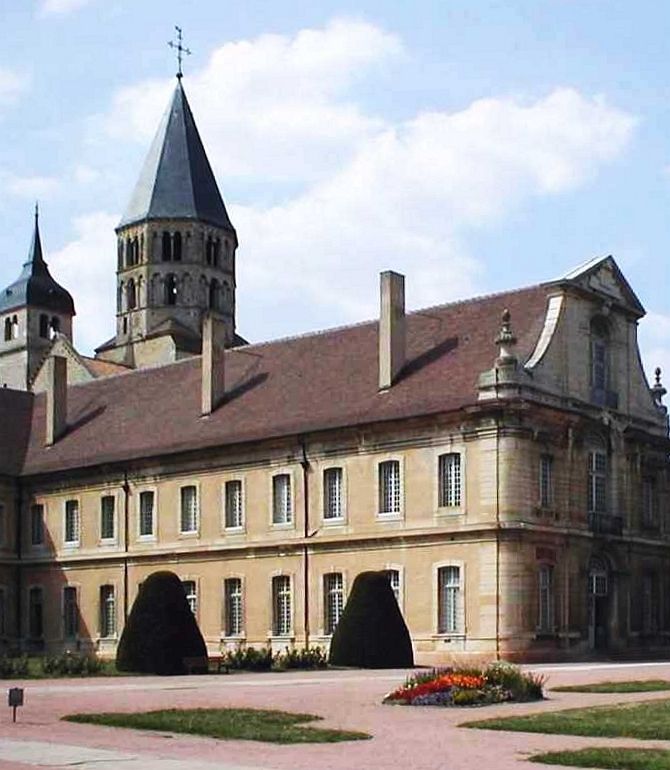
L'abbazia di Cluny

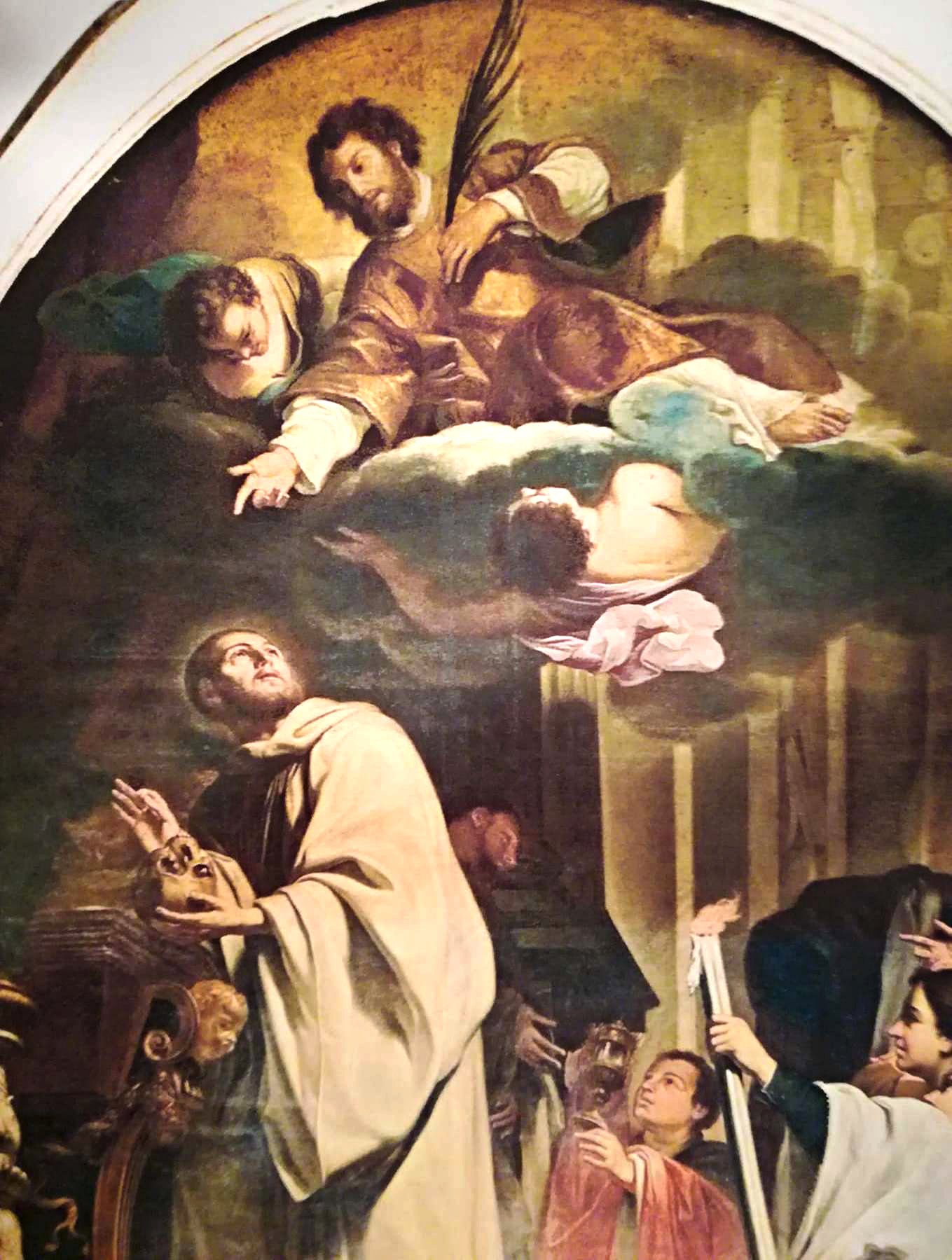
San Bernardo estrae un dente dal teschio di San Cesareo diacono e martire, olio su tela del pittore Mariani (copia del dipinto di Giovanni Bonatti), 1750 ca., prima cappella a destra della Basilica di Santa Croce in Gerusalemme di Roma

Nella Lettera 1, spedita verso il 1124 al cugino Roberto, Bernardo mostra di considerare la vita monastica dei benedettini di Cluny, allora all'apogeo del loro sviluppo, come un luogo che negava i valori della povertà, dell'austerità e della santità; egli rifiuta la teoria della regola benedettina della stabilitas - ossia del legame permanente e definitivo che dovrebbe stabilirsi fra monaco e monastero - sostenendo la legittimità del passaggio da un monastero cluniacense a uno cistercense, essendovi in quest'ultimo professata una regola più rigorosa e più aderente alla regola benedettina, pertanto una vita monastica perfetta. La polemica fu da lui ripresa nell'Apologia all'abate Guglielmo, sollecitata da Guglielmo, abate del monastero di Saint-Thierry, che ebbe una risposta dall'abate di Cluny, Pietro il Venerabile, nella quale l'abate rivendicava la legittimità della discrezione nell'interpretazione della regola benedettina.
Nel 1130, alla morte di Onorio II, furono eletti due papi: uno, dalla fazione della famiglia romana dei Frangipane, col nome di Innocenzo II e un altro, appoggiato dalla famiglia dei Pierleoni, con il nome di Anacleto II; Bernardo appoggiò attivamente il primo, che nella storia della Chiesa, per quanto eletto da un minor numero di cardinali, sarà riconosciuto come autentico papa, grazie soprattutto all'appoggio dei maggiori regni europei (Anacleto II verrà considerato un antipapa).
Nel 1138 il papa Innocenzo II ordinò ai monaci di San Cesareo in Palatio di donare a Bernardo, abate di Chiaravalle, l'intero capo di san Cesario di Terracina. Bernardo chiese di avere solo un dente del santo; i monaci si misero subito all'opera per esaudire la sua richiesta, ma non riuscirono a estrarlo dalla mandibola né con ferri né con coltelli. Bernardo, vedendo questo miracolo, disse: «Padri miei, bisogna fare orazione perché se san Cesario non dovesse acconsentire di darci il dente, noi non l'avremmo mai; preghiamo dunque che ci conceda questa reliquia». Così fecero e, finita la preghiera, l'abate francese riuscì a estrarre il dente con solo due dita.
Numerosi furono i suoi interventi in questioni che riguardavano i comportamenti di ecclesiastici: accusò di scorrettezza Simone, vescovo di Noyon e di simonia Enrico, vescovo di Verdun; nel 1138 favorì l'elezione a vescovo di Langres del proprio cugino Goffredo della Roche-Vanneau, malgrado l'opposizione di Pietro il Venerabile e, nel 1141, ad arcivescovo di Bourges di Pietro de La Châtre, mentre l'anno dopo ottenne la sostituzione di Guglielmo di Fitz-Herbert, vescovo di York, con l'amico cistercense Enrico Murdac, abate di Fountaine.

### I Templari
Nel 1118 alcuni cavalieri, sotto la guida di Ugo di Payns, feudatario della Champagne e parente di Bernardo, fondarono un nuovo ordine monastico-militare, l'Ordine dei Cavalieri del Tempio, con sede in Gerusalemme, nella spianata ove sorgeva il Tempio ebraico; lo scopo dell'Ordine, posto sotto l'autorità del patriarca di Gerusalemme, era di vigilare sulle strade percorse dai pellegrini cristiani. L'Ordine ottenne nel concilio di Troyes del 1128 l'approvazione di papa Onorio II e sembra che la sua regola fosse stata ispirata da Bernardo, il quale scrisse, verso il 1135, l'Elogio della nuova cavalleria (De laude novae militiae ad Milites Templi).
L'interesse di Bernardo per le vicende politiche del suo tempo si manifestò anche in occasione dei conflitti che opposero il conte della Champagne, Tibaldo II, da lui sostenuto, al re Luigi VII e in occasione della repressione, nel 1140, del neonato Comune di Reims, operata dal suo pupillo cistercense, il vescovo Sansone di Mauvoisin.

### Il conflitto con Pietro Abelardo

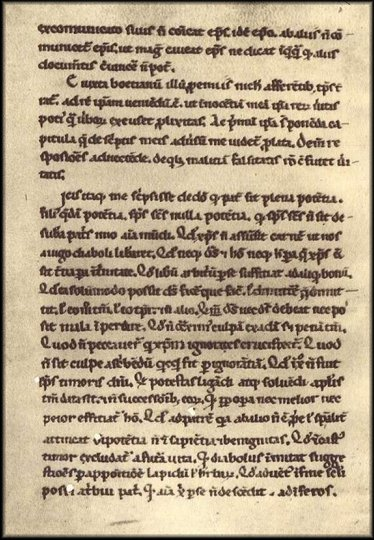
L'Apologia contra Bernardum di Abelardo

Grande fu la risonanza del conflitto che oppose Bernardo al filosofo Pietro Abelardo.
Nel 1140 Guglielmo di Saint-Thierry, cistercense del monastero di Signy, scriveva al vescovo di Chartres Goffredo di Lèves e a Bernardo, denunciando che due opere di Abelardo, il Liber sententiarum e la Theologia scholarium, contenevano a suo giudizio affermazioni teologicamente erronee, elencandole in un proprio scritto, la Discussione contro Pietro Abelardo.
Bernardo, «senza però leggere direttamente i testi incriminati (alcuni dei quali, di fatto, non erano di Abelardo)», scrisse a papa Innocenzo II la Lettera 190, sostenendo che Abelardo concepiva la fede come una semplice opinione; davanti agli studenti parigini pronunciò il sermone de La conversione, attaccando Abelardo e invitandoli ad abbandonare le sue lezioni.
Abelardo reagì chiedendo all'arcivescovo di Sens di organizzare un pubblico confronto con Bernardo, da tenersi il 3 giugno 1140, ma questi il giorno prima presentò 19 affermazioni chiaramente eretiche, attribuendole ad Abelardo («non sempre con scrupolosa aderenza ai testi e al loro significato»), chiamando i vescovi presenti a condannarle e invitando il giorno dopo lo stesso Abelardo a pronunciarsi in proposito.
Al rifiuto di Abelardo, che abbandonò il concilio, seguì la condanna dei vescovi, ribadita il 16 luglio successivo dal papa.

### La lotta contro gli eretici
Nel 1144, il monaco Evervino di Steinfeld lo informò di un'eresia, di tipo pauperistico, diffusa in quel di Colonia, alla quale rispose con i Sermoni 63, 64, 65 e 66; l'anno successivo accolse l'invito del cardinale di Ostia, Alberico, a combattere un'eresia diffusa nella regione di Tolosa dal monaco Enrico di Losanna, seguace di Pietro di Bruys, critico nei confronti delle gerarchie ecclesiali e propositore di una vita improntata alla povertà e alla penitenza; in questa occasione, Bernardo ritenne necessario recarsi a Tolosa insieme con il suo segretario Goffredo d'Auxerre. Ottenuta, dopo molti contrasti, una professione di fede, tornò a Chiaravalle e indirizzò una missiva agli abitanti di Tolosa - la Lettera 242 - nella quale esprimeva la sua convinzione che quelle dottrine fossero state definitivamente confutate.
Richiesto ancora di pronunciarsi sulle tesi trinitarie del vescovo di Poitiers e maestro di teologia a Parigi, Gilberto Porretano, nel 1148, nuovamente Bernardo tentò di far approvare da vescovi, da lui riuniti a parte, una preventiva condanna che il sinodo, da tenersi il giorno successivo a Reims, avrebbe dovuto semplicemente ratificare; questa volta, tuttavia, i vescovi non ne appoggiarono l'iniziativa, tanto che Bernardo dovette cercare sostegno presso papa Eugenio III. La difesa di Gilberto - che affermò di non aver mai sostenuto le tesi a lui contestate, frutto, a suo dire, di interpretazioni erronee dei suoi studenti - fece cadere ogni accusa.

### La seconda crociata

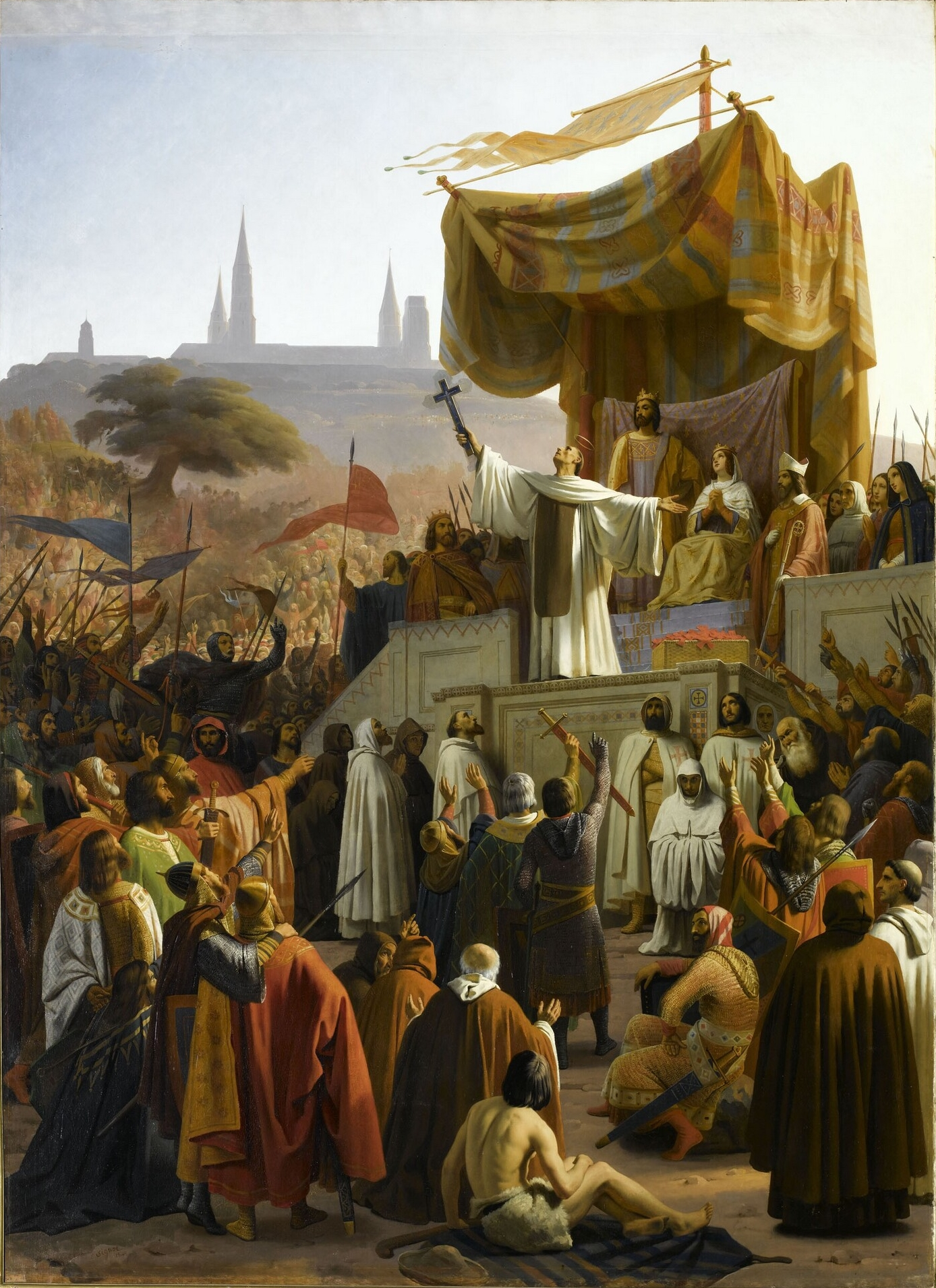
Bernardo predica la II Crociata

Il 15 febbraio 1145, a Roma, nel monastero di san Cesario, sul Palatino, il conclave eleggeva papa Eugenio III, abate del monastero romano dei Santi Vincenzo e Anastasio; il nuovo papa, Bernardo Paganelli, conosceva bene Bernardo, per averlo incontrato nel concilio di Pisa del 1135 e per essere divenuto cistercense proprio a Chiaravalle nel 1138. Bernardo, felicitandosi per l'elezione, gli ricordava curiosamente che si diceva «che non siete voi a essere papa, ma io e ovunque, chi ha qualche problema si rivolge a me» e che era stato proprio lui, Bernardo, ad «averlo generato per mezzo del Vangelo».
Eugenio III incaricò Bernardo di predicare a favore della nuova crociata che si stava preparando e che avrebbe dovuto essere composta soprattutto da francesi, ma Bernardo riuscì a coinvolgere anche i tedeschi. La crociata - improvvida perché progettava di conquistare Damasco, governata dai musulmani Buridi, che avevano sostanziali buone relazioni col Regno di Gerusalemme - fu un completo fallimento che Bernardo giustificò, nel suo trattato La considerazione, con i peccati dei crociati, che Dio aveva messo alla prova.
Questo trattato, finito di comporre nel 1152, si occupava anche dei compiti del papato e Bernardo lo mandò a papa Eugenio che si dibatteva con le difficoltà procurategli dall'opposizione dei repubblicani romani, guidati da Arnaldo da Brescia.
Le sue condizioni di salute cominciano a peggiorare alla fine del 1152: ebbe ancora la forza d'intraprendere un viaggio fino a Metz, in Lorena, per mettere fine ai disordini che travagliavano quella città. Tornato a Chiaravalle, apprese la notizia della morte di papa Eugenio, avvenuta l'8 luglio 1153 e morì il mese dopo, probabilmente per un tumore dello stomaco.
Rivestito con un abito appartenuto al vescovo Malachia, del quale aveva appena finito di scrivere una biografia, venne sepolto davanti all'altare della sua abbazia, presso Ville-sous-la-Ferté; con lo scoppio della Rivoluzione francese, le spoglie del santo andarono distrutte dai rivoluzionari, fatta eccezione della testa ancora oggi conservata nella Cattedrale di Troyes.

### Il rogo del diavolo

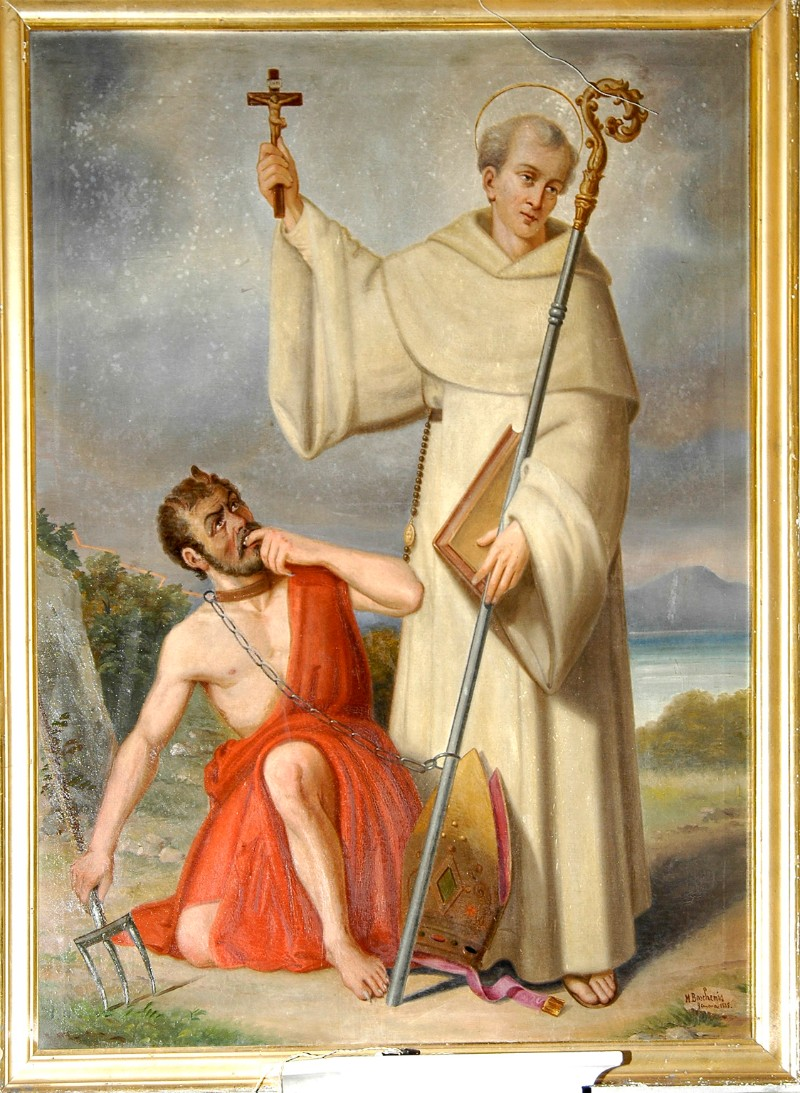
San Bernardo con un Satana ai suoi piedi, olio su tela del 1885 di Marcello Baschenis.

Secondo una leggenda, durante un suo soggiorno a Milano, San Bernardo decise di raggiungere Vigevano per predicare la seconda crociata al fine d'incitare la popolazione ad arruolarsi e scontrarsi con gli infedeli. Durante il viaggio verso la Lomellina, un diavolo ostacolò il santo tentando di staccare una delle ruote del suo carro; catturato il demonio, che cercò di divincolarsi, Bernardo lo legò forzatamente alla ruota rotta, proseguendo così il suo viaggio. I vigevanesi, venuti a conoscenza dell'imprevisto, prepararono una pila di legna in modo da condannare al rogo l'essere maligno, il quale venne legato e posizionato sulla pila dallo stesso santo per poter essere così arso. Spentesi le fiamme, Bernardo raccolse le ceneri del demone (ribattezzato dai vigevanesi dell'epoca col nome di "Barlic"); queste, per volontà del santo, vennero amalgamate con calce fabbricando così un mattone.
Ancora oggi, questa leggenda viene ricordata dalla popolazione locale di Vigevano con l'incendio di un fantoccio rappresentante il demonio, davanti alla chiesa di San Bernardo; in passato, sempre in base alla tradizione, come prendeva fuoco il fantoccio rappresentante il diavolo, si poteva capire se l'anno in questione avrebbe portato a un buon raccolto o meno; altri, invece, sostennero che, se il pupazzo non bruciava, per la città di Vigevano sarebbe stato un anno negativo.

## Il pensiero di Bernardo

### La restaurazione della natura umana
Nell'ambito del pensiero teologico e filosofico, Bernardo esprime sul piano morale un orientamento ispirato, apparentemente, al pessimismo: 
San Bernardo, dunque, combatte alcune tesi del suo tempo, come la teoria secondo la quale i discendenti di Adamo ed Eva non abbiano in sé un «peccato originale» sin dalla nascita, ma solo un malum poenae, un «male di pena». Bernardo dice anche: 
Ciò, evidentemente, non è una giustificazione al peccato stesso bensì una spiegazione della miseria umana, che nei nostri peccati si rivela ma che è originata dal peccato originale, che in ciascuno è impresso come un marchio. Dunque, la questione fondamentale è restaurare la natura umana, per riportare l'uomo al suo stato di «figlio di Dio», e dunque «essere eterno» nella beatitudine del Padre. Poiché ognuno porta in sé il peccato originale, però, nessuno può restaurare la propria natura da solo, ma può farlo solamente attraverso la «mediazione» di Cristo, che è Σωτὴρ (Sotèr, cioè «Salvatore»), proprio in quanto per noi è morto, espiando al nostro posto quel peccato originale che nessun altro poteva espiare, essendone sottoposto. Nell'opera De gradibus humilitatis et superbiae, tuttavia, Bernardo afferma che, per avere la «mediazione» di Cristo, l'uomo deve superare l'«io di carne», deve limitare e poi annullare la superbia e l'amore di sé, attraverso l'umiltà. Contro di sé, dunque, deve porre l'amore di Dio, poiché solo col Suo amore si ottiene anche la Sua vera intelligenza, e solo con esso 

### I quattro gradi dell'amore
Nel De diligendo Deo, San Bernardo continua la spiegazione di come si possa raggiungere l'amore di Dio, attraverso la via dell'umiltà. La sua dottrina cristiana dell'amore è originale, indipendente dunque da ogni influenza platonica e neoplatonica. Secondo Bernardo esistono quattro gradi sostanziali dell'amore, che presenta come un itinerario, che dal sé esce, cerca Dio, e infine torna al sé, ma solo per Dio. I gradi sono:
- 1) L'amore di sé stessi per sé:

- 2) L'amore di Dio per sé:

- 3) L'amore di Dio per Dio:

- 4) L'amore di sé per Dio:

(San Bernardo di Chiaravalle, De diligendo Deo, cap. XV)
Nel De diligendo Deo, dunque, San Bernardo presenta l'amore come una forza finalizzata alla più alta e totale fusione in Dio col Suo Spirito, che, oltre a essere sorgente d'ogni amore, ne è anche «foce», in quanto il peccato non sta nell'«odiare», ma nel disperdere l'amore di Dio verso il sé (la carne), non offrendolo così a Dio stesso, Amore d'amore.

### Mariologia di San Bernardo
Il 24 maggio 1953 papa Pio XII scrisse la sua venticinquesima enciclica, dal titolo Doctor Mellifluus, dedicata a San Bernardo di Chiaravalle.
«Il dottore mellifluo ultimo dei padri, ma non certo inferiore ai primi, si segnalò per tali doti di mente e di animo, cui Dio aggiunse abbondanza di doni celesti, da apparire dominatore sovrano nelle molteplici e troppo spesso turbolente vicende della sua epoca, per santità, saggezza e somma prudenza, consiglio nell'agire.» Questo è l'incipit dell'enciclica, i cui punti chiave sono il ruolo del papato e la mariologia.
Nei suoi tempi confusi, San Bernardo pregava per l'intercessione di Maria, alla stessa maniera, sostiene il Papa, è necessario nei tempi moderni tornare a pregare Maria per la pace e la libertà della Chiesa e delle nazioni.
Nell'enciclica sono riportati tre temi centrali della mariologia di San Bernardo: come egli spiega la verginità di Maria (la "Stella del Mare"), come pregare la Vergine e come confidare in Maria come mediatrice.
- «È detta Stella del mare e la denominazione ben si addice alla Vergine Madre. Ella con la massima convenienza è paragonata ad una stella; perché come la stella sprigiona il suo raggio senza corrompersi, così la Vergine partorisce il Figlio senza lesione della propria integrità.»
- «Se insorgono i venti delle tentazioni, se incappi negli scogli delle tribolazioni, guarda la stella, invoca Maria. Se sei sballottato dalle onde della superbia, della detrazione, dell'invidia: guarda la stella, invoca Maria.»
- «Se tu la segui, non puoi deviare; se tu la preghi, non puoi disperare; se tu pensi a lei, non puoi sbagliare. Se ella ti sorregge, non cadi; se ella ti protegge, non hai da temere; se ella ti guida, non ti stanchi; se ella ti è propizia, giungerai alla meta.»

### La lotta contro gli infedeli
Questa opera fu composta tra il 1128, anno del concilio di Troyes, e il 1136, anno della morte di Ugo di Payns, Maestro dell'Ordine dei Templari, cui fu dedicata come exhortatorius sermo ad Milites Templi, riprendendo l'espressione del Santo nel Prologo dell'opera.
Essa nacque in risposta alle pressioni che vennero fatte dallo stesso Ugo di Payns, affinché venisse chiarito il ruolo del miles Christi e la sua sostanziale differenza con gli appartenenti saecularis militia, come la definisce San Bernardo, che serba parole dure nei suoi confronti: «Tra voi null'altro provoca le guerre se non un irragionevole atto di collera, desiderio d'una gloria vana, bramosia di qualche bene terreno. E certamente per tali motivi non è senza pericolo uccidere o morire» (D.L., II, 3).
San Bernardo descrive la figura del Cavaliere del Tempio come un monaco-guerriero che fa uso di due spade: una da impiegarsi nella lotta contro il Male - una lotta prettamente interna alla persona e spirituale - e l'altra da porre in difesa degli ultimi e oppressi, che erano i pellegrini sottoposti alle angherie dei saraceni, i quali ne attaccavano spesso i convogli. 
Il tema del "malicidio" in San Bernardo non è da trattarsi come sterminio dell'infedele, anzi, lo stesso Santo nel corso dell'opera dice: «Vi è tuttavia chi uccide un uomo non per desiderio di vendetta né per brama di vittoria ma solo per salvare la propria vita. Ma neppure questa affermerò essere una buona vittoria: dei due mali il minore è morire nel corpo che nell'anima» (D.L., I, 2). E ancora: «Certo non si dovrebbero uccidere neppure gli infedeli se in qualche altro modo si potesse impedire la loro eccessiva molestia e l'oppressione di fedeli. Ma nella situazione attuale è meglio che essi vengano uccisi piuttosto che lasciare la verga dei peccatori sospesa sulla sorte dei giusti e affinché i giusti non spingano le loro azioni fino all'iniquità» (D.L., III, 4). Bernardo cita ad esempio la reazione di san Pietro, primo papa, nell'Orto degli ulivi descritta in Luca 22, 35-38, per sancire il diritto dei Sommi Pontefici al gladio temporale riconosciuto agli imperatori. Negli stessi anni, Abelardo teorizzava l'esistenza dell'unica "spada della dialettica".
Tutto il sermone procede per distinzioni e indica la via che poi seguirà l'Ordine dei Templari, adempiendo alla propria Regola. Un ordine di monaci-guerrieri, che deve prima recte scire, poi recte agere, in concordia con Cristo Re, per il quale il Cavaliere vince: «Affermo dunque che il Cavaliere di Cristo con sicurezza dà la morte ma con sicurezza ancora maggiore cade. Morendo vince per sé stesso, dando la morte vince per Cristo.» (D.L., 3)

## San Bernardo taumaturgo
"Le attestazioni di miracoli compiuti dall'abate di Chiaravalle sono numerose, sia nelle Vitae sia in altre fonti; se ne contano più di ottocento...I segni posti da san Bernardo sono guarigioni, esorcismi, conoscenze soprannaturali e poteri sulla natura. 
La sua attività taumaturgica è quella più presente: guarisce disturbi della motilità, la cecità o disturbi della vista, il mutismo, la febbre, ma interviene anche in casi di malattie nervose...A volte, i segni mirano a ottenere un'adesione, ad esempio durante la predicazione della crociata, o a ricondurre all'ortodossia della fede. Spesso, il loro unico scopo è quello di lenire la miseria e la sofferenza. Si può affermare che è la fede di un popolo sofferente nell'uomo di Dio a stimolare il suo carisma. Tra i miracoli citati dai suoi biografi, figurano anche risurrezioni.
«Questi racconti sono troppo universalmente attestati dai testimoni del XII secolo per essere ridotti a semplici generi letterari: il problema fondamentale non è sapere se i miracoli sono "veri" o "falsi" secondo i criteri scientifici moderni, ma comprendere, con l'ausilio di categorie appropriate, la loro innegabile presenza nella coscienza dei testimoni del tempo.»

## San Bernardo tra misticismo e rivelazioni

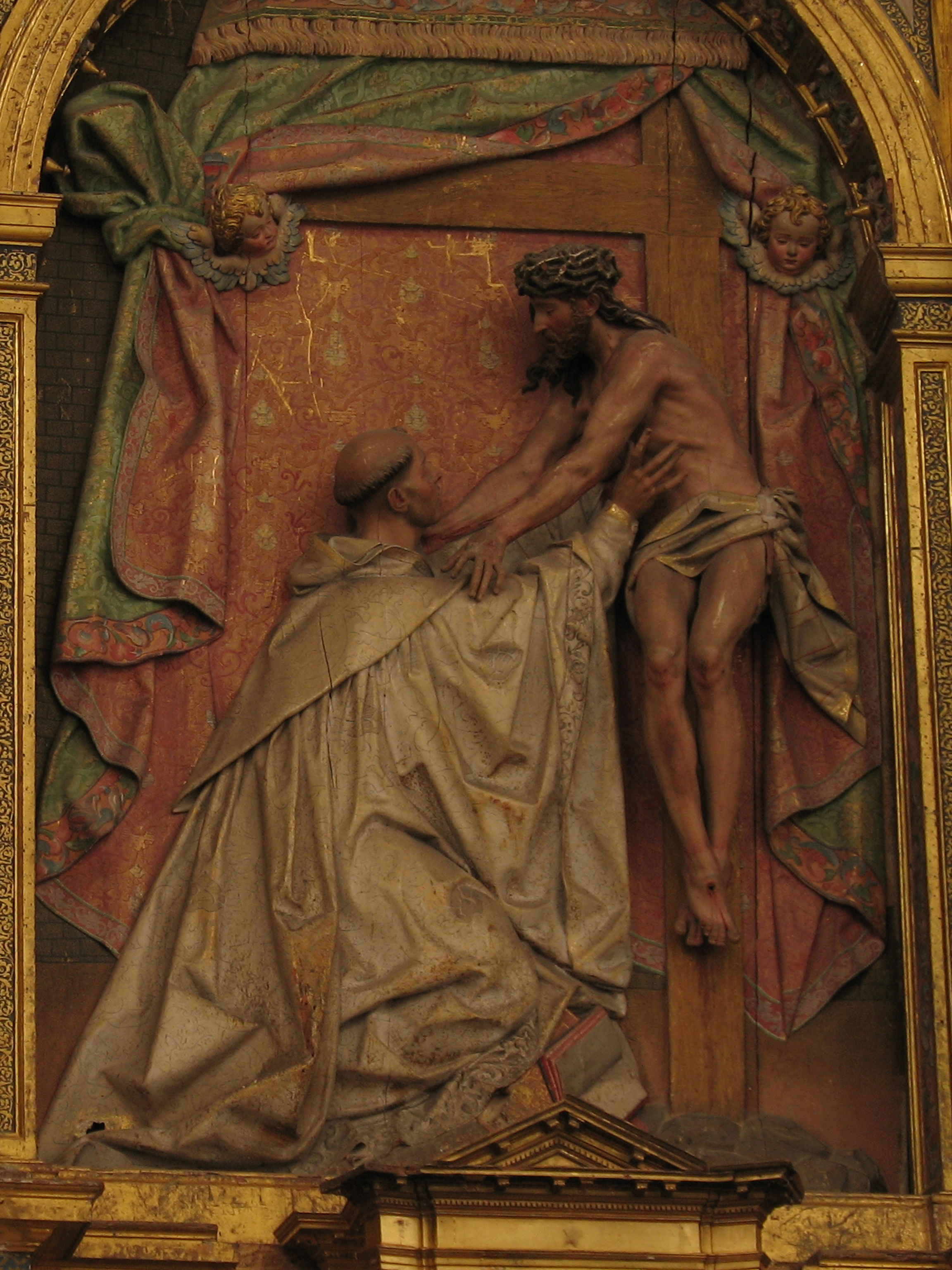
Deposed Christ hugging St. Bernard Clairvaux (1613) - Gregorio Fernández

È a San Bernardo che si deve la conoscenza di alcune devozioni popolarmente riconosciute dalla Chiesa Cattolica ancora oggi, ad esempio quelle sulle Piaghe di Gesù. Il dono mistico del Santo gli consentì, oltre che la Vergine, di ricevere rivelazioni anche da Gesù Cristo stesso. Tra tutte la più famosa è la rivelazione della Piaga incognita della Sacra Spalla di Gesù Cristo aperta dal peso della Croce. Nei suoi scritti, San Bernardo, racconta di aver chiesto nell'orazione a Cristo quale fosse stato il maggior dolore sofferto nel corpo durante la sua passione. Gli fu risposto: 
San Bernardo ottenne anche la concessione dell'indulgenza da Papa Eugenio III a chiunque avesse propagato e portato sempre con sé l'orazione scritta all'uopo dal Santo.

## San Bernardo nellaDivina Commedia
Nella Divina Commedia Dante trova san Bernardo in Paradiso, di fronte alla candida rosa dei beati, come guida per l'ultima parte del suo viaggio, in virtù del suo spirito contemplativo e della sua devozione mariana.
Bernardo compare nel Canto XXXI del Paradiso come allegoria dell'estasi beatifica, situata al culmine dell'ascesi verso Dio. Dante è stato accompagnato da Beatrice, simbolo della teologia che penetra i misteri della fede, fin nell'Empireo dove contempla la Mistica Rosa dei beati e degli angeli. Si volta per porre una domanda a Beatrice ma si accorge che questa è scomparsa e che al suo posto c'è un sene, Bernardo. Egli invita il poeta a osservare la cima della Rosa, nella sede più luminosa di Maria Vergine.

Uno intendëa, e altro mi rispuose:
credea veder Beatrice e vidi un sene
vestito con le genti glorïose.»
Il Canto XXXIII del Paradiso si apre con la preghiera che il santo rivolge alla Vergine Maria (vv. 1-45) perché Dante possa vedere Dio:
(Incipit, vv.1-6)
Dopo avere descritto il legame intimo della Madonna con il mistero dell'Incarnazione, la supplica, con un ardor maggiore che per se stesso (vv.28-29), perché il sommo piacer della visione divina si dispieghi per Dante; quando la Vergine dimostra di aver accolto la sua preghiera volgendosi Essa stessa verso l'etterno lume, Bernardo con un sorriso accenna al poeta di guardar suso.
(vv.49-51)

## Opere

Sancti Bernardi Opera, 1719

- De consideratione libri quinque ad Eugenium III (Cinque libri sulla considerazione a Eugenio III)
- De diligendo Deo (Sul dovere di amare Dio) (1130-1141)
- De gradibus humilitatis et superbiae (I gradi dell'umiltà e della superbia)
- De Gratia et libero arbitrio (La Grazia e il libero arbitrio)
- De laude novae militiae ad Milites Templi (La lode della nuova milizia ai Soldati del Tempio)
- De laudibus Virginis Matris (Le lodi della Vergine Madre)
- Contemplazione della Passione secondo le ore canoniche
- Expositio in Canticum Canticorum (Commento al Cantico dei Cantici)
- Meditazione sopra il pianto di Nostra Donna
- Sermones (Sermoni)
- Sermones de tempore (Sermoni sul tempo)
- Sermones super Cantica Canticorum (Sermoni sul Cantico dei Cantici)
- Epistola De cura rei familiaris (Epistola sul buon governo della famiglia; attr.)
- Sermo de miseria humana (Sermone sulla miseria umana)
- Tractatus de interiori domo seu de conscientia aedificanda (Trattato sulla casa interiore o la coscienza che dev'essere edificata)
- Varia et brevia documenta pie seu religiose vivendi (Vari e brevi documenti del vivere piamente o religiosamente)
- Visione contemplativa

## San Bernardo nell'arte
San Bernardo ha solitamente come attributo il saio bianco dei Cistercensi. Una delle iconografie più praticate che lo riguardano è quella in cui riceve l'apparizione della Vergine, su cui fornirono straordinarie prove artisti come Filippino Lippi, Perugino, Fra Bartolomeo.

## Bibliografia

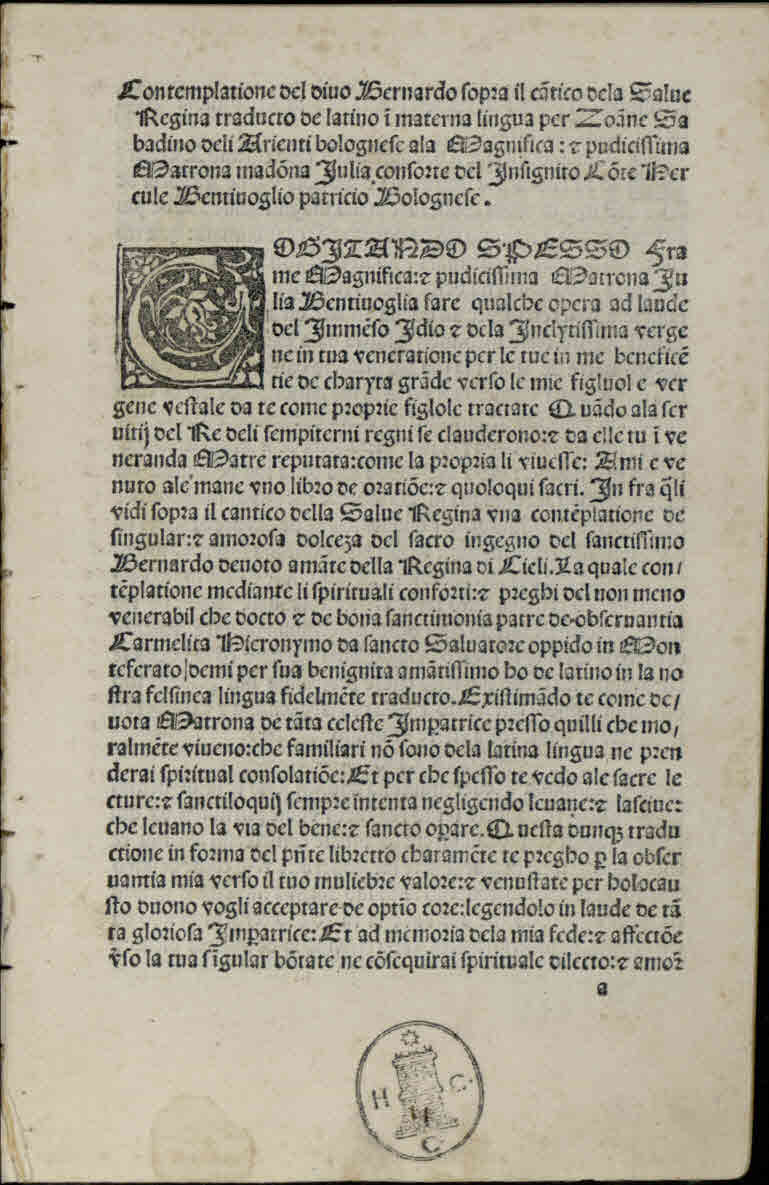
Meditatio super Salve Regina, 1495

### Edizioni
- Sancti Bernardi Opera, Roma, 1957-1977
- Opere di san Bernardo, Roma, 1987-2021
- Bernardo di Chiaravalle, Grazia e libero arbitrio, Padova, 1968, ISBN 88-7675-097-5
- Bernardo di Chiaravalle, Le lettere contro Pietro Abelardo, Padova, 1969, ISBN 88-7675-098-3
- Bernardo di Chiaravalle, Il dovere di amare Dio, Milano, 1990
- Bernardo di Chiaravalle, Sermoni sul Cantico dei Cantici, Roma, 1996
- Bernardo di Chiaravalle, I Templari e la seconda crociata, Casale Monferrato, 2002, ISBN 88-384-6515-0
- Bernardo di Chiaravalle, Elogio della nuova cavalleria. De laude novae militiae a cura di Mario Polia, Ed. Il Cerchio di Rimini
- Bernardo di Chiaravalle, Il libro della nuova cavalleria. De laude novae militiae, Milano, 2004, ISBN 88-87945-67-5
- Bernardo di Chiaravalle (attr.), Epistola De cura rei familiaris. Edizione e trad. a cura di Mario Fresa, Roma, 2012, ISBN 978-88-534-3890-4
- Bernardo di Chiaravalle, Meditatio super Salve Regina, Impressum Mutinae, per Dominicum Rocociolum, [circa 1495]. URL consultato il 3 maggio 2015.
- Bernardo di Chiaravalle, Sermones super Cantica canticorum, Impressi a Milano, per magistro Henrico Scinzenceler todescho, a di ultimo del mese di zugno MCCCCLXXXXIIII. URL consultato il 3 maggio 2015.
- (LA) Bernardo da Chiaravalle, [Opere]. 1, Parisiis, apud Carolum Robustel, via San-Jacobaea, sub signo Arboris Palmae, 1719.
- Bernardo da Chiaravalle, Meditatio passionis Christi, Impresso in San Cexaro, per mi Ugo Rugerio, nel anno MCCCCLXXXXIX.

### Studi su San Bernardo
- Guglielmo di Saint-Thierry, Vita di san Bernardo - Opere (vol. 2), Città Nuova, 1997
- Claudio Stercal, Bernardo di Clairvaux. Intelligenza e amore, Jaca Book, 1997
- Cattana Valerio, Storia della Congregazione di san Bernardo in Italia, Città Nuova, 1997
- Leclercq Jean, San Bernardo e lo spirito cistercense, Qiqajon Edizioni, 1998
- Claudio Stercal, Bernardo di Clairvaux, San Paolo, 1999
- Chabannes Jacques, Bernardo di Chiaravalle mistico e politico, Città Nuova, 2001
- (FR)  Pierre Aubé, Bernard de Clairvaux, Parigi, éd. Fayard, 2003, 812 pp.
- Meschini Marco, San Bernardo. Renovator seculi, Ancora, 2004
- Crippa Luigi, Grande cosa è l'amore. Per un primo accostamento a san Bernardo di Clairvaux, teologo e poeta dell'amore di Dio, Portalupi, 2006
- Biffi Inos, Dal Prà Laura, Marabelli Costante, Uhl Hans-Michel, Bernardo di Clairvaux. Epifania di Dio e parabola dell'uomo, Jaca Book, 2007
- M. Raymond, La famiglia che raggiunse Cristo, Edizioni Paoline, 1960